# Rapid Selector
Der Rapid Selector wurde als Nachfolgeprojekt des Navy Comparators ab 1938 von einem Entwicklungsteam um Vannevar Bush konzipiert. Er war als Maschine zur Verwaltung großer Datenbestände und wissenschaftlicher Arbeit gedacht.
In Bushs Entwurf wurden die Dokumente verkleinert, auf Mikrofilm gespeichert und maschinenlesbar kodiert. Die 1940 präsentierte Maschine war nicht der elegante, preiswerte Memex, den Bush Jahre vorher beschrieben hatte, jedoch wurde sie 1942 patentiert und während der 1940er und 1950er Jahre beim Geheimdienst und im amerikanischen Bibliothekswesen eingesetzt.